# Scott (condado de Lincoln, Wisconsin)
Scott es un pueblo ubicado en el condado de Lincoln en el estado estadounidense de Wisconsin. En el Censo de 2010 tenía una población de 1432 habitantes y una densidad poblacional de 17,99 personas por km².

## Geografía
Scott se encuentra ubicado en las coordenadas 45°9′25″N 89°43′42″O / 45.15694, -89.72833. Según la Oficina del Censo de los Estados Unidos, Scott tiene una superficie total de 79.59 km², de la cual 78.13 km² corresponden a tierra firme y (1.83%) 1.46 km² es agua.

## Demografía
Según el censo de 2010, había 1432 personas residiendo en Scott. La densidad de población era de 17,99 hab./km². De los 1432 habitantes, Scott estaba compuesto por el 98.74% blancos, el 0.28% eran afroamericanos, el 0.35% eran amerindios, el 0% eran asiáticos, el 0.07% eran isleños del Pacífico, el 0.21% eran de otras razas y el 0.35% pertenecían a dos o más razas. Del total de la población el 0.14% eran hispanos o latinos de cualquier raza.